# Municipio de Walnut (condado de Adair, Iowa)
El municipio de Walnut (en inglés: Walnut Township) es un municipio ubicado en el condado de Adair en el estado estadounidense de Iowa. En el año 2000 el municipio tenía una población de 223 habitantes y una densidad poblacional de 2,4 personas por km².

## Geografía
El municipio de Walnut se encuentra ubicado en las coordenadas 41°27′39″N 94°31′48″O / 41.46083, -94.53000..